# Anomala motschulskyi
Anomala motschulskyi är en skalbaggsart som beskrevs av Edgar von Harold 1877. Anomala motschulskyi ingår i släktet Anomala och familjen Rutelidae. Inga underarter finns listade i Catalogue of Life.